# Samuel Schaarschmidt (Schauspieler)
Samuel Johannes Schaarschmidt (* 16. Januar 1993 in Annaberg-Buchholz) ist ein deutscher Schauspieler und Synchronsprecher.

## Leben
Samuel Schaarschmidt wuchs mit vier Geschwistern in Großrückerswalde im Erzgebirge auf. Er besuchte in Annaberg-Buchholz das „Evangelische Gymnasium Erzgebirge“. Sein Abitur erhielt er am „Gymnasium Marienberg“. Nach seiner Schullaufbahn absolvierte er ein Freiwilliges Soziales Jahr am Eduard-von-Winterstein-Theater in Annaberg-Buchholz. Von 2013 bis 2017 studierte Schaarschmidt an der Schauspielschule Mainz, wo er unter anderen mit Andreas Mach, Till Kretzschmar und Oliver Vorwerk zusammenarbeitete.
Nach dem Erlangen der Bühnenreife spielte er am Eduard-von-Winterstein Theater in Annaberg-Buchholz und auf der Naturbühne Greifensteine. 2018 zog er nach Berlin und spielte unter anderem an der Komödie am Kurfürstendamm im Schillertheater, dem Theatersommer in Ludwigsburg, sowie beim Theatersommer Netzeband.

## Theater (Auswahl)
- 2013: Linie 1 (Tamara Korber)
- 2014: Winnetou 1 (Urs-Alexander Schleiff)
- 2015: Hello Dolly (Urs-Alexander Schleiff)
- 2016: Der Sturm (Till Kretzschmar)
- 2017: Sonnenallee (Dietrich Kuntze)
- 2017: Glaube, Liebe, Hoffnung (Oliver Vorwerk)
- 2017: Der Lebkuchenmann (Andreas Ingenhaag)
- 2018: Käthchen von Heilbronn (Tamara Korber)
- 2018: Heißer Sommer (Axel Poike)
- 2018: Drei Haselnüsse für Aschenbrödel (Melanie Herzig)
- 2019: Momo (Christiane Wolff)[2]
- 2019: Pettersson und Findus (Christiane Wolff)
- 2019: Das Dschungelbuch (Melanie Herzig)
- 2020: Aschenbrödel (Axel Poike)
- 2021: Frühlings Erwachen (Frank Matthus)
- 2022: Das Wirtshaus im Spessart (Sylvia Kuckoff)
- 2022: Baba Jaga (Axel Poike)
- 2022: Cabaret (Vincent Paterson)
- 2023: Passionsspiele Schwäbisch Gmünd
- 2024: Müritz Saga – Verraten & Verkauft (Nils Düwell)

## Sprecher (Auswahl)
- 2019: Lowlife, Rolle: Patron in Bedazzeld Jeans (Rich Cassone)
- 2019: Five fingers for Marseille, Rolle: Congo (Anthony Oseyemi)
- 2020: Clown Motel, Rolle: Gandalaya
- 2020: Sanctuary – Population One, Rolle: Joe Harper
- 2020–2022: Tatock (Locandi App)